# Rendek
Rendek (németül Liebing) Répcekethely része, egykor önálló község Ausztriában Burgenland tartományban a Felsőpulyai járásban.

## Fekvése
A Kőszegtől 6 km-re északnyugatra, Lékától 7 km-re keletre, a Gyöngyös patak völgyében fekszik.

## Nevének eredete
A 10. században a vaskohászat elsődleges műveletét szlávul rednek-nek nevezett vasasok végezték, a falu az ő településük volt.

## Története
Nevének tanúsága szerint területén ősidők óta vaskohók működtek, ahol a környező területeket bányászott vasércet dolgozták fel. A mai települést 1390-ben "Lennek" alakban említik először abban az oklevélben, melyben Luxemburgi Zsigmond király a lékai váruradalmat a Kanizsai családnak adja. 1397-ben "Alsó Lennyk", 1411-ben "Inferior Lybnyk", 1492-ben "Rennek", 1519-ben "Rednegh" alakban szerepel a korabeli forrásokban. Léka várának uradalmához tartozott. 1529-ben és 1532-ben elpusztította a török, de újjáépítették.
Vályi András szerint " RENDEK LIBING. Német falu Vas Vármegyében, földes Ura H. Eszterházy Uraság, lakosai katolikusok, és másfélék is, fekszik Rattersdorfnak szomszédságában, mellynek filiája; határja hegyes, fája van, legelője elég, réttyei néhol tsekélyek, mivel az áradások járják."
Fényes Elek szerint " Liebing, német falu, Vas vármegyében, Sopron vármegye szélén: 308 kath. lak., bortermesztéssel. F. u. h. Eszterházy. Ut. posta Kőszeg."
Vas vármegye monográfiája szerint "Rendek, régi község, mely már a XIV. századbeli okiratokban szerepel. Van 48 háza és 273 németajkú r. kath. és ág. ev. lakosa. Postája helyben van, távírója Kőszeg. A község a Gyöngyös patak mellett, a Kőszegtől Aspang felé tervezett vasútvonal mentén fekszik."
1910-ben 310, többségben német lakosa volt, jelentős cigány kisebbséggel. A trianoni békeszerződésig Vas vármegye Kőszegi járásához tartozott.
A község településcsere révén került Rőtfalva mellett Ólmod és Szentpéterfa ellenében osztrák uralom alá 1923-ban (ld. még soproni népszavazás/További területváltozások a soproni siker nyomán). Mára a szomszédos Rőtfalvával teljesen egybeépült.

## Nevezetességei
Római katolikus temploma 1762-ben épült. Ausztria legvastagabb szelíd gesztenyefája Mária Terézia idejéből való - amely a településtől nyugatra található - átmérőjét 10 m-re, korát 350 évre becsülik.

## Külső hivatkozások
Répcekethely hivatalos oldala